# Milivoj Špika
Milivoj Špika (ur. 4 kwietnia 1959 w Trogirze) – chorwacki polityk, nauczyciel i samorządowiec, poseł do Zgromadzenia Chorwackiego, przewodniczący ugrupowania emerytów Blok Umirovljenici Zajedno (BUZ).

## Życiorys
Ukończył w 1982 studia na wydziale kultury fizycznej Uniwersytetu w Zagrzebiu, specjalizując się w zakresie kinezjologii. W pierwszej połowie lat 80. uprawiał kick-boxing w formule full contact, uzyskując sukcesy sportowe na imprezach krajowych i międzynarodowych.
Zawodowo pracował jako nauczyciel wychowania fizycznego i w administracji sportowej w Trogirze, prowadził także własną działalność gospodarczą. W 2001 objął funkcję wiceburmistrza w Trogirze, był także radnym i przewodniczącym rady miejskiej tej miejscowości. Od 2010 zatrudniony w administracji w Zagrzebiu, najpierw w zarządzie dróg, później przy programach sportowych.
Również w 2010 został przewodniczącym partii Blok Umirovljenici Zajedno, którą wprowadził ją do Koalicji Patriotycznej skupionej wokół Chorwackiej Wspólnoty Demokratycznej. W 2013 został wybrany na radnego Zagrzebia. W wyborach w 2015 uzyskał natomiast mandat posła do Zgromadzenia Chorwackiego VIII kadencji.